# Gunnar Bergman (läkare)
Curt Gunnar William Bergman, född 15 juni 1897 i Varnums församling, Värmlands län, död 16 maj 1983, var en svensk psykiater. 
Efter studentexamen i Stockholm 1916 blev Bergman medicine kandidat 1919 och medicine licentiat 1925. Han var assistentläkare vid Bollnäs lasarett 1926, medicinska avdelningen vid Maria sjukhus 1927, underläkare vid Långbro sjukhus 1927, hospitalsläkare av andra klassen och andre läkare vid Östersunds hospital 1929–32, förste läkare vid Säters sjukhus 1932, vid Frösö sjukhus 1933–36 (tillika läkare vid kronohäktet i Östersund) samt blev överläkare vid Mariebergs sjukhus i Kristinehamn 1936 och var överläkare och chef vid Sankta Gertruds sjukhus i Västervik 1950–62.
Bergman ligger begravd på Norra begravningsplatsens minneslund i Stockholm.